# Rayo Vallecano de Madrid 2019-2020
Questa voce raccoglie le informazioni riguardanti il Rayo Vallecano de Madrid nelle competizioni ufficiali della stagione 2019-2020.

## Maglie e sponsor[1]
| Casa | Trasferta | Terza divisa |

Sponsor ufficiale: nessuno
Fornitore tecnico: Kelme

## Rosa
Aggiornata al 2 febbraio 2020.
| N. |                               | Ruolo | Calciatore                |
| -- | ----------------------------- | ----- | ------------------------- |
| 1  | Spagna (bandiera)             | P     | Alberto García (capitano) |
| 2  | Spagna (bandiera)             | D     | Tito                      |
| 3  | Spagna (bandiera)             | D     | Saúl García               |
| 4  | Spagna (bandiera)             | C     | Mario Suárez              |
| 5  | Spagna (bandiera)             | D     | Alejandro Catena          |
| 6  | Spagna (bandiera)             | C     | Santi Comesaña            |
| 7  | Argentina (bandiera)          | A     | Leonardo Ulloa            |
| 8  | Argentina (bandiera)          | A     | Óscar Trejo               |
| 9  | Spagna (bandiera)             | A     | Andrés Martín             |
| 10 | Portogallo (bandiera)         | A     | Bebé                      |
| 11 | Spagna (bandiera)             | C     | Isi Palazón               |
| 12 | Spagna (bandiera)             | C     | Jorge de Frutos           |
| 13 | Macedonia del Nord (bandiera) | P     | Stole Dimitrievski        |

| N. |                       | Ruolo | Calciatore         |
| -- | --------------------- | ----- | ------------------ |
| 14 | Marocco (bandiera)    | A     | Yacine Qasmi       |
| 15 | Spagna (bandiera)     | C     | Juan Villar        |
| 16 | Croazia (bandiera)    | D     | Antonio Milić      |
| 17 | Perù (bandiera)       | D     | Luis Advíncula     |
| 18 | Spagna (bandiera)     | A     | Álvaro García      |
| 19 | Spagna (bandiera)     | D     | Antonio Luna       |
| 20 | Uruguay (bandiera)    | D     | Emiliano Velázquez |
| 22 | Spagna (bandiera)     | C     | José Ángel         |
| 23 | Spagna (bandiera)     | C     | Óscar Valentín     |
| 24 | Montenegro (bandiera) | D     | Esteban Saveljich  |
| 25 | Spagna (bandiera)     | P     | Roberto Santamaría |
| 28 | Spagna (bandiera)     | D     | Joni Montiel       |